# Dresser
Dresser – wieś w Stanach Zjednoczonych, w stanie Wisconsin, w hrabstwie Polk.